# San Ricardo
San Ricardo là một đô thị hạng 5 ở tỉnh Nam Leyte, Philippines. Theo điều tra dân số năm 2000, đô thị này có dân số 8.964 người trong 1.676 hộ.

## Các đơn vị hành chính
San Ricardo được chia thành 15 barangay.
- Benit
- Bitoon
- Cabutan
- Camang
- Esperanza
- Pinut-an
- Poblacion
- San Antonio (Alangalang)
- San Ramon
- Saub
- Timba
- Esperanza Dos
- Kinachawa
- Inolinan
- Looc